# Merklín (Pilsen Sur)
Merklín es una localidad del distrito de Pilsen Sur en la región de Pilsen, República Checa.
Se encuentra ubicada al este de la región, en la cuenca hidrográfica del río Berounka —un afluente izquierdo del río Moldava que, a su vez, lo es del Elba— y cerca de la frontera con las regiones de Bohemia Central y Bohemia Meridional.